# Albert Alexander von Hellens

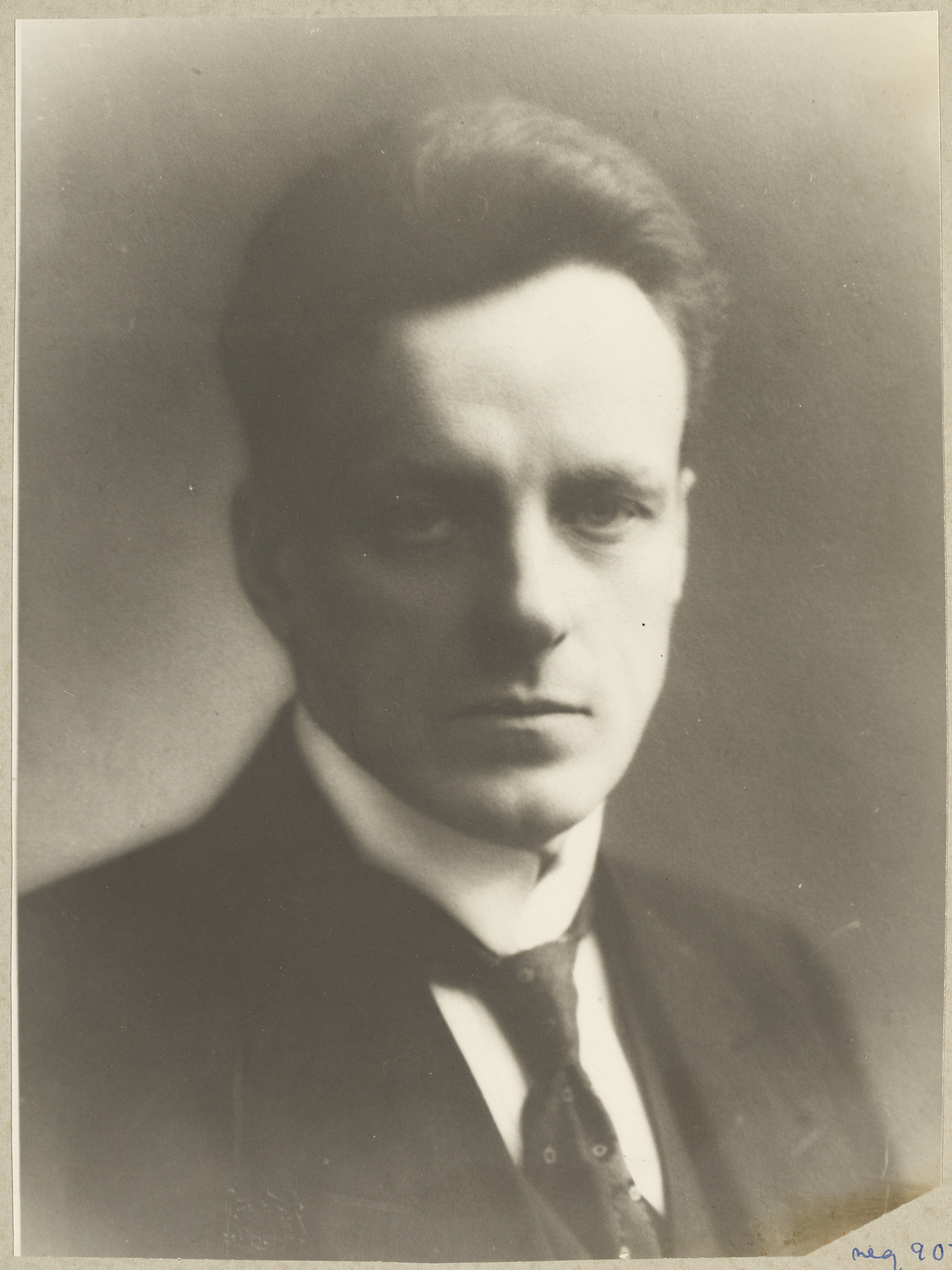
Albert von Hellens, 1928

Albert Alexander baron von Hellens (Helsinki, 22 november 1879 – Turku, 2 april 1950) was een Fins Zweedstalig politicus. 
Von Hellens was in 1917 waarnemend gouverneur van de provincie Åbo en Björneborg. Van 9 april 1917 tot augustus 1918 was hij gouverneur van de provincie Kuopio en van 19 september 1919 tot 16 januari 1930 was hij gouverneur van Häme (Tavastland). Van 1920 tot 1921 was hij minister van Binnenlandse Zaken. In 1922 en van 1924 tot 1925 was hij minister van Justitie.